# Karl Weber
Karl Weber, né le 8 mars 1898 à Coblence et décédé le 21 mai 1985 à Coblence, est un homme politique allemand membre du Zentrum puis de l'Union chrétienne-démocrate d'Allemagne (CDU).
Il est ministre fédéral de la Justice d'Allemagne d'avril à octobre 1965, étant l'unique chrétien-démocrate à avoir occupé ce poste.

## Biographie
Après avoir passé son Abitur en 1916, il sert comme soldat de la Reichswehr au cours de la Première Guerre mondiale. À la fin du conflit, il entreprend des études supérieures de droit. Reçu à ses deux examens juridiques d'État, il décroche un doctorat en 1924 et commence l'année suivante à exercer le métier d'avocat à Coblence.
En 1947, il est élu président de l'ordre des avocats de Coblence et nommé directeur artistique de l'institut de musique de la ville. Il est porté à la présidence fédérale de la confédération de l'ordre des avocats d'Allemagne de l'Ouest en 1967, et renonce deux ans plus tard à son poste à l'institut de musique. Il conserve la direction fédérale de l'ordre des avocats jusqu'en 1974, et la présidence de celui de Coblence jusqu'en 1975.

## Vie politique

### Parcours militant
Dans sa jeunesse, il s'engage aux côtés du Parti du centre allemand, ou « Zentrum ».
À l'issue de la Seconde Guerre mondiale, il participe à la fondation de l'Union chrétienne-démocrate d'Allemagne (CDU) en Rhénanie-Palatinat, et préside de 1950 à 1955 le parti dans l'arrondissement de Coblence.

### Dans les institutions
Il est élu député fédéral de Rhénanie-Palatinat au Bundestag en 1949, et devient huit ans plus tard président du groupe de travail sur le droit du groupe CDU/CSU, ce qui le fait entrer au bureau du groupe. Le 1er avril 1965, Karl Weber est nommé ministre fédéral de la Justice dans la coalition noire-jaune de Ludwig Erhard. N'ayant pas été réinvesti par la CDU dans la circonscription de Coblence pour les législatives du 19 septembre, il quitte le Bundestag peu de temps après. Il renonce ensuite à son portefeuille ministériel, et quitte la vie politique.